# Seiya Kishikawa
Seiya Kishikawa (棋士氷川 / 星座 Kishikawa Seiya; * 21 de mayo de 1987 en Kitakyūshū) es un jugador de tenis de mesa japonés.

## Éxitos
Kishikawa participó en 10 Campeonatos Mundiales y se clasificó en 2012 también para los Juegos Olímpicos.

#### Individual
- Juegos Olímpicos: 2012- cuartos
- Copa de Asia: 2009- cuarto lugar
- Pro Tour Grand Finals de la ITTF: 2011- cuartos
- Campeonato del Mundo: 2011- ronda de los últimos 32; 2013- ronde de los últimos 16
- Copa del Mundo: 2011- segunda ronda

#### Doble
- Campeonato del Mundo: 2013- bronce
- Pro Tour Grand Finals de la ITTF: 2012- plata
- Campeonato de Asia: 2007- bronce

#### Equipo
- Campeonato de Asia: 2007, 2009- plata
- Campeonato del Mundo: 2008, 2010, 2012- bronce

## Estado civil
Kishikawa no ésta casado.